# José Cardoso Sobrinho
Dom Frei José Cardoso Sobrinho O. Carm. • ComMM (Caruaru, 30 de junho de 1933) é um arcebispo, professor, acadêmico, advogado e teólogo brasileiro, atual arcebispo emérito da Arquidiocese de Olinda e Recife. Também foi bispo da Diocese de Paracatu.

## Formação acadêmica
Dom José nasceu em Caruaru, cidade na região do agreste de Pernambuco, filho de Antonina de Melo Cardoso e do artesão Antônio Cardoso da Silva. Irmão mais velho de Paulo Cardoso da Silva, que também se tornou frade e bispo da Igreja Católica.
Cursou o ensino básico em Caruaru e em Goiana. Cursou o ensino médio no seminário menor da Ordem do Carmo, também em Goiana, entre 1945 e 1950. Em 1951, ingressou no Seminário Maior da Província Carmelitana Fluminense em São Paulo. Em Roma cursou Teologia também no Colégio Internacional de Santo Alberto (da Ordem Carmelita), ordenando-se presbítero em 28 de abril de 1957. Especializou-se em Direito Canônico, obtendo o doutorado "in utroque iure" ("em dois direitos", isto é, em direito civil e canônico) na Universidade Gregoriana em 1966, com a tese ‘The Seminarian's option for celibacy’. Também cursou Direito Civil na Universidade Lateranense de Roma entre 1965 e 1967.
Foi Professor de Direito Canônico em Roma, no Colégio Internacional Santo Alberto da Ordem Carmelita (1960-1968); Conselheiro Geral da Ordem Carmelita (1971-1977); Procurador Geral da Ordem Carmelita (1971-1979).

## Atividades episcopais
Foi nomeado bispo de Paracatu, Minas Gerais, em 28 de abril de 1979, recebendo a ordenação em 27 de maio de 1979, em Roma, pelas mãos do papa João Paulo II. Em 1985 foi nomeado arcebispo em 10 de abril de 1985, assumindo a Arquidiocese de Olinda e Recife, em substituição a Dom Hélder Câmara.
A escolha de uma figura conservadora para substituir um dos pioneiros da Teologia da Libertação(TdL) no Brasil, fez parte de uma política adotada pelo Vaticano durante o papado de João Paulo II restaurar uma maior adesão à doutrina da Igreja, dado o fim das condições extraordinárias da ditadura, nas quais a diocese desempenhou um papel importante na organização da oposição e no desenvolvimento de pensamento religioso, cultural e econômico alternativo. A tarefa do novo bispo era corrigir  apenas alguns desvios da obra de Dom Helder e dos teólogos da libertação de qualquer forma reconhecidos como necessários e bons por João Paulo II.
E D. José realizou ações para cumprir tal desígnio, já nos anos 80 fechou o Instituto Teológico do Recife(ITER), o Seminário Nordeste II, importantes centro de referências na formação de leigos e religiosos, além de afastar padres envolvidos com a Teologia da Libertação, tais como o pe. Reginaldo Veloso.
Entre 1987 e 1991 foi Presidente do Regional Nordeste 2 da Conferência Nacional dos Bispos do Brasil. Em 1993, foi admitido pelo presidente Itamar Franco à Ordem do Mérito Militar no grau de Comendador especial.
Ao completar 75 anos de idade em 30 de junho de 2008, encaminhou ao papa Bento XVI sua carta de renúncia ao cargo de arcebispo (a idade-limite de 75 anos para a entrega da função é estabelecida pelo Código Canônico).
Defensor dos valores católicos tradicionais e fiel ao Direito Canônico, envolveu-se em diversas polêmicas à frente da Arquidiocese de Olinda e Recife.
Em fevereiro de 2008, entrou com representação no Ministério Público com o objetivo de obter, através da Justiça, um veto estadual à distribuição da chamada pílula do dia seguinte, diante da decisão das Prefeituras de Olinda e Recife de distribuí-las durante o Carnaval.
Tornou-se bastante conhecido pela sociedade brasileira no início de março de 2009, ao informar a excomunhão da mãe e da equipe médica responsáveis realização de aborto em uma menina de 9 anos, vítima de abuso sexual pelo padrasto, que engravidara de gêmeos. O Código de Direito Canônico, ao tratar da excomunhão, afirma que quem pratica aborto incorre em excomunhão latae sententiae, ou seja, o fiel automaticamente incorre em excomunhão ao praticar conscientemente o ato condenado pela Igreja. Segundo D. Cardoso, para incorrer na penalidade é preciso maioridade, portanto a pena não se aplica à menina,.
O Direito Canônico não prevê tal pena para o estuprador. Segundo D. Cardoso, o estupro é um pecado gravíssimo e o aborto é mais grave do que o estupro..

## Ordenações episcopais
Consagrante principal de:
- Dom Antônio Fernando Saburido, O.S.B.

Co-consagrante de:
- Dom Paulo Cardoso da Silva, O. Carm. (Seu irmão)
- Dom Hilário Moser, S.D.B.
- Dom João Evangelista Martins Terra, S.J.
- Dom Valério Breda, S.D.B.
- Dom Antônio Muniz Fernandes, O. Carm.
- Dom Benedito Gonçalves dos Santos